# Реактив Грісса
Реакти́в Грі́сса, також реакти́в Грі́сса — Ілосва́я — суміш розчинів сульфанілової кислоти й α-нафтиламіну, що застосовується для якісного та кількісного визначення нітритів. Реактив був запропонований у 1858 році німецьким хіміком Петером Гріссом, учнем А. Кольбе.
Метод визначення ґрунтується на реакції утворення діазосполуки, що має яскраво-червоне забарвлення:
Взаємодія, як і інші реакції діазотування, проводиться на холоді, у сильнокислому середовищі.

## Приготування реактиву
Реактив Грісса є сукупністю двох розчинів сульфанілової кислоти та α-нафтиламіну, які готують розчиненням в оцтовій або хлоридній кислотах. Розчини змішують лише перед безпосереднім проведенням аналізу.
Через доведену канцерогенну дію 1-нафтиламін може замінюватися іншими похідними, наприклад, 1-нафтиламін-7-сульфокислотою або N-(1-нафтил)етилендіаміном.

## Застосування реактиву
Реакція із реактивом Грісса є доволі чутливою і дозволяє визначати нітрити концентрацією до 3 мкг/л.
Метод придатний для фотометричного визначення — вимірювання проводяться при довжині хвилі 520 нм у кюветі товщиною 1 см. Відповідність закону Бугера—Ламберта—Бера обмежена областю 0,5 мг/л.
Окрім прямого визначення нітритів та нітритної кислоти реактив можна застосовувати для визначення концентрації речовин, що виділяють HNO2 при нагріванні: оксимів, гідроксамових кислот, нітроамінів тощо.